# Isole Regina Elisabetta
Le isole Regina Elisabetta (78°00′N 95°00′W; in francese: îles de la Reine-Élisabeth; conosciute in passato come isole di Parry) sono il gruppo di isole più a nord dell'arcipelago artico canadese, divise tra Nunavut e i territori del Nord-Ovest, nel Canada del Nord.

## Geografia
Molte delle isole Regina Elisabetta sono tra le più estese del mondo: la maggiore tra queste è l'isola Ellesmere. Tra le altre isole più grandi ci sono l'isola Amund Ringnes, l'isola di Axel Heiberg, l'isola Bathurst, l'isola di Borden, l'isola Cornwallis, l'isola di Devon, l'isola di Eglinton, l'isola di Ellef Ringnes, l'isola Mackenzie King, l'isola di Melville e l'isola Principe Patrick.
Le isole, che insieme coprono un'area di 418961 km², sono state così denominate in onore della regina Elisabetta II del Regno Unito al momento della sua incoronazione come regina del Canada nel 1953. La maggior parte di queste sono disabitate, e la principale attività che vi si svolge è l'estrazione del petrolio. I comuni maggiori sono Resolute, sull'isola Cornwallis e Grise Fiord, sull'isola Ellesmere.

## Storia
Queste isole furono scoperte dagli europei nel 1616, ma non furono esplorate e registrate cartograficamente completamente fino alle spedizioni inglesi nel passaggio a nord-ovest e quelle della Norvegia del XIX secolo. Molte isole furono esplorate da William Edward Parry, da cui presero poi inizialmente il nome.
Le isole sono un luogo di particolare importanza dal punto di vista terrestre: su di esse è ubicato il nord magnetico settentrionale terrestre, punto al quale si orientano per attrazione gli aghi di una qualunque bussola.